# Umai
Umai fou una deïtat turca que cuidava dels infants i dels genis que habitaven la terra i les aigües (yer-sub, turc modern yär-su) especialment les muntanyes i les fonts, i els llocs sants (iduq). El seu culte va durar fins al temps de Genguis Kan.